# Eccidio di Rizziconi
L'eccidio di Rizziconi fu una strage nazista compiuta nel comune di Rizziconi il 6 settembre 1943 dalle truppe in ritirata dal Sud Italia. Fu l'unica strage nazista compiuta in Calabria.

## Eventi
Le truppe anglo-americane, dopo l'invasione della Sicilia, erano sbarcate in Calabria il 3 settembre 1943. I tedeschi erano stanziati nella piana di Gioia Tauro, tra Taurianova e Cittanova, per un'improbabile difesa del continente.
I contatti tra gli anglo-americani e la popolazione furono la causa della strage: alcuni abitanti di Rizziconi avevano tagliato i fili del telegrafo, interrompendo le comunicazioni dei tedeschi, che reagirono sparando contro due soldati inglesi. I nazisti decisero poi di prendere a cannonate il paese, massacrando anziani, donne e bambini: bombardarono il paese dalle 14 alle 16 e dalle 18 all'alba. Non si fermarono neppure quando gli abitanti issarono una bandiera bianca in segno di resa sulla chiesa di San Teodoro.
Alla fine si contarono 56 feriti e 17 morti. Una donna morì qualche giorno dopo all'ospedale di Taurianova per le ferite.
La strage fu compiuta dalla 29. Panzergrenadier Division del generale Walter Fries in un periodo precedente l'armistizio di Cassibile, quando l'Italia era ancora alleata della Germania nazista. Un'altra strage compiuta prima dell'armistizio fu quella di Castiglione di Sicilia (12 agosto 1943).

## Vittime
Nella strage morirono:
- Bova Emilia
- Bova Giuseppina
- Bova M.Rosa
- Carlino Vincenzo D.
- Coppola Carmine
- Coppola Santo Espedito
- Coppola Teodoro
- Costa Arturo
- De Maria Giovanni
- Forgione Petronilla T.
- Lizzi Concetta
- Nava Domenico
- Papalia Antonino
- Pappatico Elisabetta
- Romeo Carmela G.
- Scarfò Domenico
- Sganga Carmela